# Pierre Lartigue (pilote)
Pour les articles homonymes, voir Pierre Lartigue et Lartigue.
Pierre Lartigue, né le 22 octobre 1948, est un pilote automobile français spécialiste de rallye-raids, quadruple champion du monde des Rallyes Raid et trois fois vainqueur du Paris-Dakar.

## Carrière sportive
Carrossier de formation, il dispute son premier rallye en 1969 sur Mini Cooper S. Après un passage sur Renault 12 Gordini, il concourt régulièrement sur Simca Rallye 2 Gr.1 de 1973 à 1976 dans des épreuves du sud-est de la France, avant de passer derrière le volant d'une Peugeot 504 ayant appartenu à Bob Neyret durant cinq ans, remportant ainsi le Rallye de Marseille en 1980 alors qu'il exerce toujours la profession de chauffeur de poids-lourd (durant plus de dix ans, jusqu'en 1983). En 1981 il est également vainqueur de classe au Rallye des 1000 Pistes, sur Peugeot 104 ZS Gr.2 cette fois.
Il débute en rallye-raid en 1983, et remporte le Rallye de l'Atlas la même année.
Il est également fait mention de lui en 2015 dans le documentaire Il était une fois Thierry Sabine, Les grands drames du sport car étant présent au Rallye Dakar 1986 dans l'accident ayant coûté la vie au fondateur du Rallye ainsi qu'au chanteur Daniel Balavoine et à trois autres personnes dont le pilote suisse de l'hélicoptère François-Xavier Bagnoud et la journaliste française Nathalie Odent.
Sa destinée dans cette discipline est liée à la marque Mitsubishi de 1988 à 1991.
À compter de 1992, il devient pilote officiel pour Citroën Sport grâce à Guy Fréquelin (au Paris-Syrte-Le Cap). Il reste dans l'équipe jusqu'en 1997, récoltant ainsi une vingtaine de succès "Cross-Country" hors piste avec la marque aux chevrons sur des Citroën ZX Rallye-raid. L'année suivante le groupe PSA décide cependant de réorienter l'activité sportive de la marque, essentiellement vers le rallye automobile.
Il obtient un total de 32 victoires en rallye-raid, dont 22 sur Citroën ZX RR.

## Palmarès

### Titres
- Quadruple Champion du monde des Rallyes Raid (1993, 1994, 1995 et 1996, à 4 reprises avec Michel Périn[1] sur Citroën);
- Champion de France Camions catégorie "Super Truck": 2000 (2 victoires, sur Mercedes); 
  - Vice-champion du monde des Rallyes Raid, en 1997 sur Citroën;
- Participation aux 5 titres constructeurs de Citroën en Coupe du monde des rallyes tout-terrain entre 1993 à 1997;

### Victoires en rallye-raids (29 absolues)

#### Rallye Dakar
- 3 fois vainqueur du Paris-Dakar (1994, 1995 et 1996, pour 18 participations) et 21 victoires d'étapes;

| Année | Véhicule               | Copilote            | Pos. | Étapes |
| ----- | ---------------------- | ------------------- | ---- | ------ |
| 1982  | Range Rover            | Patrick Destaillats | 4º   | 1      |
| 1983  | Range Rover            | Patrick Destaillats | 3º   | 1      |
| 1984  | Lada Niva              | Jean-Charles Djaoui | Aba. | 1      |
| 1985  | Lada Niva              | Bernard Giroux      | Aba. |        |
| 1986  | Lada Niva              | Bernard Giroux      | 4º   |        |
| 1987  | Lada Niva              | Pierre Roy          | Aba. |        |
| 1988  | Mitsubishi Pajero      | Bernard Maingret    | Aba. | 1      |
| 1989  | Mitsubishi Pajero      | Bernard Maingret    | Aba. |        |
| 1990  | Mitsubishi Pajero      | Bernard Maingret    | Aba. | 1      |
| 1991  | Mitsubishi Pajero      | Patrick Destaillats | 2º   |        |
| 1992  | Citroën ZX Rallye-raid | Patrick Destaillats | 7º   | 1      |
| 1993  | Citroën ZX Rallye-raid | Michel Périn        | 2º   | 1      |
| 1994  | Citroën ZX Rallye-raid | Michel Périn        | 1º   | 10     |
| 1995  | Citroën ZX Rallye-raid | Michel Périn        | 1º   | 3      |
| 1996  | Citroën ZX Rallye-raid | Michel Périn        | 1º   | 1      |
| 1998  | Protruck               | Alain Guéhennec     | Aba. |        |
| 2001  | Protruck               | Alain Guéhennec     | Aba. |        |

#### Autres épreuves de rallye-raid
- 8 fois vainqueur du Rallye de Tunisie (1986, 1989, 1990, 1992, 1994, 1995, 1996 et 1997);
- 5 fois vainqueur du Rallye de l'Atlas (1983, 1984, 1990, 1991 et 1994);
- 4 fois vainqueur de la Baja España-Aragón (1985, 1993, 1995 et 1997);
- 4 fois vainqueur de la Baja d'Italie (1994, 1995, 1996 et 1997);
- 3 fois vainqueur de la Baja Portugal 1000 (1993, 1994 et 1996);
- Rallye d'Algérie (1985);
- Rallye-raid Paris-Moscou-Pékin (1992, 1 édition[2]);

### Autres victoires
- Rallye de Marseille (1980);
- Ronde des Bruyères (1985, Terre national);
- Rallye Languedoc-Roussillon (1986);
- Montée de l'Olympe: 1994, 1996 et 1998 (à Val-d'Isère, sur Citroën ZX RR (2) puis IPSO (1));
- 1re édition de la 2CV-Méhari Cup de Cassis, à Dakar (13-29 novembre 2008);

### Gymkhanas
(essentiellement sur Simca 1000 Rallye)
- Antibes (1972 et 1975);
- Nice (1976);
- La Colle sur Loup (1982).

## Politique
Pierre Lartigue fut membre du comité de soutien de Marine Le Pen pour l'élection présidentielle de 2012.

## Distinction(s)
Pierre Lartigue a été décoré :
- de l'ordre national du Mérite en 1995 par le PDG du groupe PSA de l'époque Jacques Calvet;
- de la Légion d'honneur par le président de la République Jacques Chirac le 1er janvier 1997[4]

### Source
- Guy Fréquelin et Philippe Séclier (collaboration) (préf. Jean Todt, postface Sébastien Loeb), Pilote de ma vie, Paris, Calmann-Lévy, janvier 2009, 276 p. (ISBN 978-2-7021-3987-5), p. 271-272 (5181771)

- (it) Cet article est partiellement ou en totalité issu de l’article de Wikipédia en italien intitulé « Pierre Lartigue » (voir la liste des auteurs).

1. ↑  (copilote qui remporta son premier rallye-raid à ses côtés)
2. ↑  Histoire Citroën, année 1992
3. ↑  Un ancien vainqueur du "Dakar" roule pour Marine Le Pen, 2 février 2012, sur lepoint.fr
4. ↑  JORF no 1 du 1er janvier 1997 page 29 - Décret du 31 décembre 1996 portant promotion et nomination NOR: PREX9612816D.